# 달리트 불교 부흥운동
달리트 불교 부흥운동(Dalit Buddhist movement), 신불교 운동, 달리트를 위한 불교 운동, 암베드카라이트 불교 운동, 현대 불교 운동은 B. R. 암베드카르(B. R. Ambedkar)에 의해 시작된 인도의 달리트 사이의 종교 및 사회 정치적 운동이다. 불교를 재해석하고 나바야나(Navayana)라는 새로운 불교 종파를 창설했다. 이 운동은 사회적, 정치적으로 참여하는 불교 형태가 되기를 추구해 왔다.
이 운동은 1956년 암베드카라이트에 의해 시작되었다. 그 때 약 50만 명의 달리트(이전에는 불가촉천민)가 그와 합류하여 나바야나 불교로 개종했다. 힌두교를 거부하고 인도의 카스트 제도에 도전했으며 달리트 공동체의 권리를 장려했다. 이 운동은 또한 대승불교(Mahayana), 상좌부 불교(Theravada), 밀교 (불교)(Vajrayana) 전통의 가르침을 거부했다. 대신 이 운동은 암베드카라이트가 가르친 참여 불교의 한 형태라고 주장한다.

## 같이 보기
- 스리랑카의 불교
- 신흥 종교